# Alexis Stuchlík

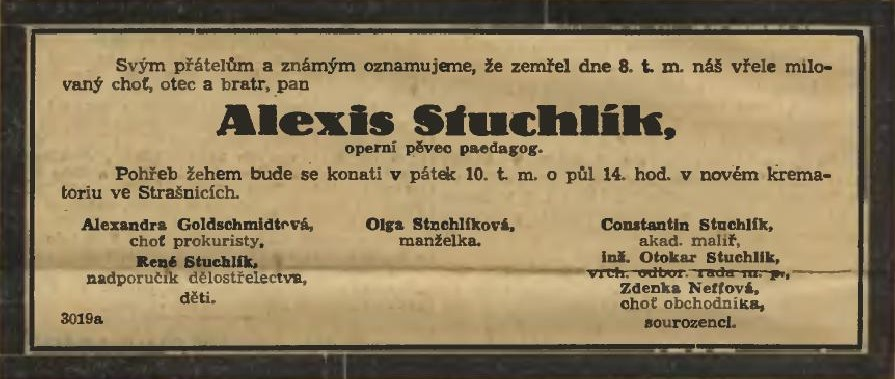
Oznámení o úmrtí Alexise Stuchlíka, Národní listy, 1936

Alexis Stuchlík, křtěný Alexis Teodor Albert (29. října 1875 Praha – 8. července 1936 Praha), byl český houslista, barytonista a hudební pedagog.

## Život
Narodil se v Praze v rodině speditéra Aloise Stuchlíka a jeho ženy Amálie roz. Lautenschlagerové. Vyrůstal v početné rodině, měl tři mladší bratry, Konstantina (*1877), Vladimíra (*1880), Otakara (*1882) a sestru Zdenku (*1887).
V letech 1891–1895 studoval na pražské konzervatoři hru na housle u Antonína Bennewitze a na jeho doporučení docházel rovněž k Mathilde Mallingerové při jejím pražském pobytu, u níž studoval zpěv. Později se zdokonaloval ještě u italského pedagoga Bertiniho. Během svého vystupování na českých operních scénách byl zastupován koncertním jednatelstvím „Dalibor“. A. Stuchlík rovněž působil několik let v Německu, kde se v Drážďanech zdokonaloval ve zpěvu u mistra G. Lampertia.
V roce 1899 se oženil s Marií Kundrátovou, manželství však nevydrželo a skončilo v roce 1925 rozlukou. Po návratu do Prahy se přibližně od roku 1910 začal věnovat pedagogické činnosti, své působiště měl v tehdejší Karlově třídě 5 (nyní Seifertově ulici), kde vyučoval hře na housle a opernímu zpěvu.
Alexis Stuchlík zemřel v Praze na počátku července roku 1936.